# Sittin' Up in My Room
Singles de Brandy
Brokenhearted
(1995) Missing You
(1996)
Sittin' Up in My Room est un single de l'artiste américaine Brandy, issue de la bande originale Waiting to Exhale: Original Soundtrack Album (1995).

## Classements
| Classement (1996)              | Meilleure position |
| ------------------------------ | ------------------ |
| Nouvelle-Zélande (RMNZ)        | 6                  |
| Royaume-Uni (UK Singles Chart) | 30                 |
| Suède (Sverigetopplistan)      | 60                 |
| États-Unis (Hot 100)           | 2                  |
| États-Unis (R&B/Hip-Hop Songs) | 2                  |

| Pays (1996) | Position |
| ----------- | -------- |
| États-Unis  | 14       |

| Pays       | Certification |
| ---------- | ------------- |
| États-Unis | Platine       |